# Selessen
Selessen (auch Seltze) ist eine Wüstung auf dem Gebiet der heutigen Stadt Dassel.

## Geschichte
Im ausgehenden 13. Jahrhundert wurden die Grafen von Dassel von den Welfen aus östlichen und südlichen Richtungen auf ein Restterritorium zurückgedrängt. Die kleine Burg Lauenberg ging dabei offenbar bereits verloren, zumindest waren welfische Truppen aber 1290 bis zu der nur rund 3 km entfernten Klosterkirche Fredelsloh vorgedrungen. In dem Ort Selessen verfügten die Grafen aber noch über Rechte, die Simon von Dassel 1310 verkaufte.
Selessen lag nordwestlich des Höhenzuges Ahlsburg an der Dieße etwa an der Einmündung des Baches Hane, also in der Nähe der heutigen Siedlung Seelzerthurm. Das Dorf fiel im 15. Jahrhundert wüst, möglicherweise 1448 bei der Belagerung der Burg Grubenhagen oder 1479 bei dem Angriff Albrechts II. auf Einbeck, spätestens aber in der Hildesheimer Stiftsfehde. Bauliche Reste wurden nicht gefunden, aus Flurnamen wird aber auf einen Kirchbau in dem Ort geschlossen. Die Ländereien in diesem Raum gehörten verschiedenen Lehnsherren, darunter Corvey, den Herren von Dassel, Plesse und Oldershausen und wurden zum Teil als Afterlehen von den Bauern der umliegenden Dörfer bewirtschaftet. Wegen der komplizierten Rechtslage kam es wiederholt zu Streitigkeiten, die durch die Grenzlage zwischen dem Hochstift Hildesheim und dem Fürstentum Göttingen noch genährt wurden. Sie endeten erst mit den preußischen Allodifikationsgesetzen.
Heute wird die Fläche intensiv landwirtschaftlich genutzt.